# Vodafone live!
Vodafone Live!™ – markowa nazwa serwisu multimedialnego operatora telefonii komórkowej Vodafone. Vodafone live! powstało jako J-Sky i było usługą oferowaną przez japońskiego operatora J-Phone. Vodafone przejęło marki J-Phone i J-Sky, po czym w 2003 roku przemianowało usługę na Vodafone Live!
Serwis udostępnia treści dostarczane przez firmy zewnętrzne, takie jak zdjęcia, tapety, muzyka, filmy, i prezentuje je w formacie dostosowanym do możliwości danego telefonu komórkowego. Uwzględniane są przy tym takie cechy telefonu jak rozdzielczość ekranu, cechy zainstalowanej przeglądarki internetowej (css, javascript), możliwość odtwarzania filmów, muzyki mp3 itp.
Usługa Vodafone Live! jest udostępniona w ponad 20 krajach europejskich oraz między innymi Egipcie, RPA i Nowej Zelandii.
Abonenci Plus GSM, polskiego operatora stowarzyszonego z Vodafone, nie mogą korzystać z Vodafone Live!
W 2009 r. Vodafone rozpoczął wdrażanie nowych usług takich jak Vodafone MyWeb, Vodafone 360, które mają docelowo zastąpić Vodafone Live!.